# San Pedro el Chico, Puebla
San Pedro el Chico är en ort i Mexiko.   Den ligger i kommunen Yehualtepec och delstaten Puebla, i den sydöstra delen av landet, 170 km sydost om huvudstaden Mexico City. San Pedro el Chico ligger 1 980 meter över havet och antalet invånare är 104.
Terrängen runt San Pedro el Chico är kuperad norrut, men söderut är den platt. Runt San Pedro el Chico är det ganska glesbefolkat, med 32 invånare per kvadratkilometer. Närmaste större samhälle är Tecamachalco, 18,1 km norr om San Pedro el Chico. Omgivningarna runt San Pedro el Chico är en mosaik av jordbruksmark och naturlig växtlighet.